# Општина Беркишешти (Сучава)
Беркишешти (рум. Berchişeşti) општина је у Румунији у округу Сучава.
Oпштина се налази на надморској висини од 507 m.

## Становништво

### Хронологија
| Година       | 2005 | 2006 | 2007 | 2008 | 2009 | 2010 | 2011 | 2012 | 2013 | 2014 | 2015 | 2016 | 2017 |
| ------------ | ---- | ---- | ---- | ---- | ---- | ---- | ---- | ---- | ---- | ---- | ---- | ---- | ---- |
| Становништво | 2792 | 2825 | 2845 | 2880 | 2868 | 2859 | 2877 | 2904 | 2912 | 2933 | 2935 | 2949 | 2950 |